# (6814) Steffl
(6814) Steffl (1979 MC2) – planetoida z pasa głównego asteroid okrążająca Słońce w ciągu 4,76 lat w średniej odległości 2,83 j.a. Odkryta 25 czerwca 1979 roku.